# Benedikt Maria von Werkmeister

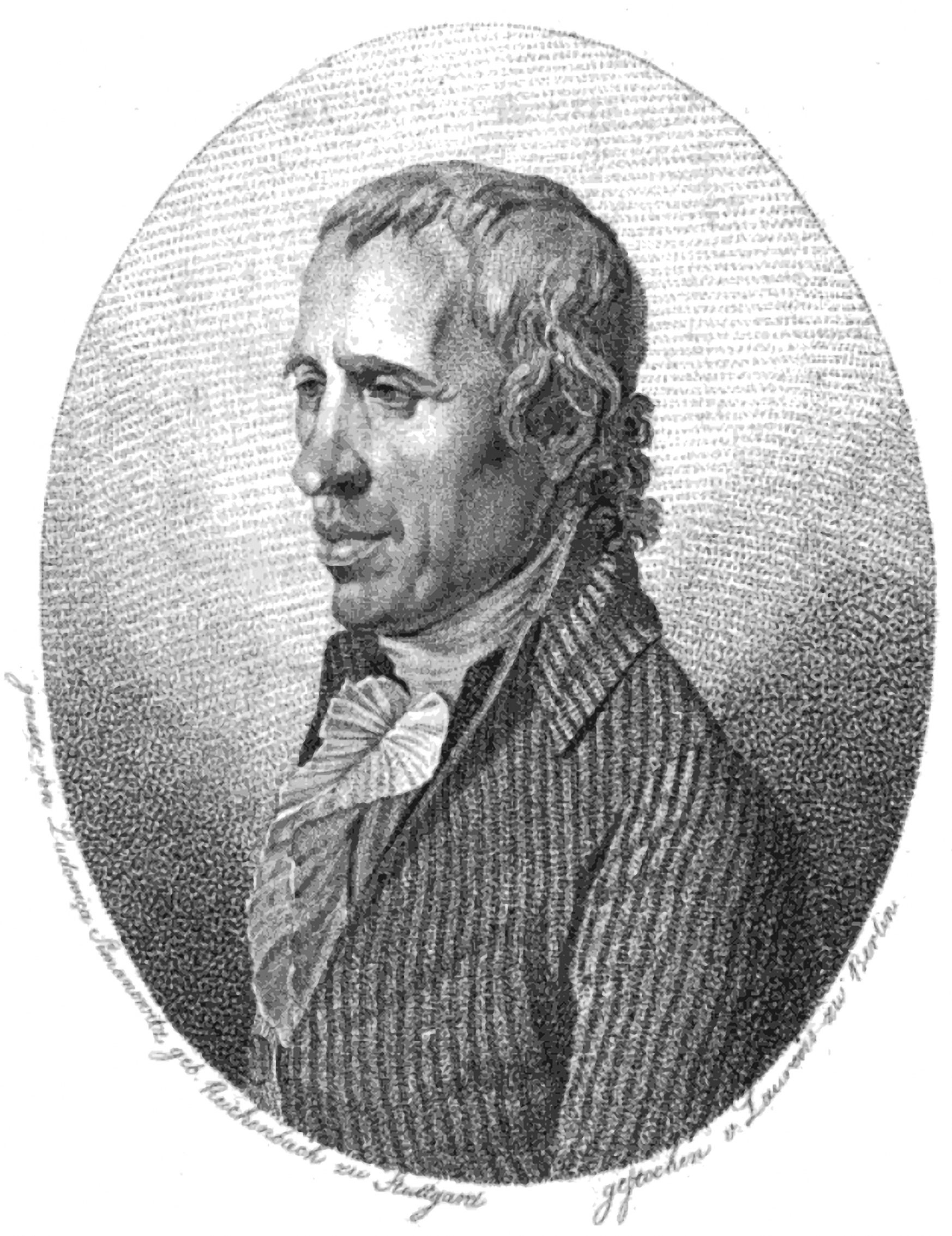
Benedikt Maria Werkmeister

Benedikt Maria Werkmeister, ab 1817 von Werkmeister, (* 22. Oktober 1745 in Füssen; † 16. Juli 1823 in Stuttgart) war ein deutscher römisch-katholischer Theologe und Kirchenreformer der Aufklärung.

## Leben
Der Sohn des Metzgermeisters Balthasar Werkmeister und dessen Frau Maria Regina (geb. Mayr) hatte den Taufnamen Leonhard Werkmeister erhalten. Früh regte sich in ihm ein lebhafter Geist, verbunden mit vorzüglichen Naturanlagen. Den Grund zu seiner wissenschaftlichen Bildung legte er in seinem Geburtsort, wo er bis zu seinem zehnten Lebensjahr die dortige Schule besuchte. In den Jahren 1753 bis 1757 erhielt er in der Schule in Schongau Unterricht in der lateinischen Sprache und zugleich in der Musik. Bis zu seinem Eintritt als Novize unterstützte ihn sein Onkel, der Pfarrer Mayer in Schwabbruck. Durch die Vermittlung eines Verwandten aus dem Klerus kam er 1757 in die Abtei Neresheim.
Dort begann er seine Studien. 1764 war er dort Novize und 1765 Ordensprofess. 1767 kam er zu weiteren Studien in das Kloster Benediktbeuern. Seit jener Zeit bis zum Jahr 1769 beschäftigte er sich vorzugsweise mit der Theologie, besonders mit dem Kirchenrecht, der biblischen Exegese und den orientalischen Sprachen. 1769 empfing er die Priesterweihe in Augsburg und war im nächsten Jahr Novizenmeister in der Abtei Neresheim. Die philosophischen Vorlesungen, welche er dort hielt, setzte er später zwei Jahre hindurch am Fürstbischöflichem Lyceum in Freising fort. Von 1774 bis 1777 war ihm das Amt eines Bibliothekars und Archivars in seinem Kloster in Neresheim übertragen worden. 1778 war er Professor der Philosophie in Freising, trat in jener Zeit in den Illuminatenorden ein und wurde 1780 Bibliothekar, Professor des Kirchenrechts und Direktor der höheren Studien in Neresheim.
1784 berief ihn der Herzog Carl Eugen von Württemberg als Hofprediger nach Stuttgart. Dort sorgte Werkmeister für eine zweckmäßigere Anordnung des religiösen Kultus und der Liturgie durch ein neues, von ihm verfasstes Gesangbuch. Wie ausgezeichnet sein Talent als Kanzelredner war, zeigt die Geistesklarheit, Kraft und Fülle seiner damaligen Predigten, welche 1815 in drei Bänden erschienen. Es traten jedoch Verhältnisse ein, die ihn wieder aus jenem seinen Neigungen entsprechenden Wirkungskreis entfernten. Ein hartnäckiges Hämorrhoidenleiden, begleitet von Schwindel und heftigem Kopfschmerz, nötigte ihn, seine Kanzelvorträge auszusetzen und erschwerte ihm jede literarische Arbeit. Vergebens suchte er, Genesung auf einer 1790 unternommenen Erholungsreise zu finden, die ihn nach Heidelberg, Darmstadt, Aschaffenburg, Hanau, Wetzlar, Gießen, Frankfurt, Mainz, Mannheim und Karlsruhe führte.
Während er noch mit den Leiden einer zerrütteten Gesundheit zu kämpfen hatte, drohte auch seinen bisherigen Verhältnissen ein für ihn unerfreulicher Wechsel, als der in mehrfacher Hinsicht schätzbare, aber etwas bigotte Herzog Ludwig Eugen von Württemberg die Regierung antrat. Mit Genehmigung des Reichsprälaten von Neresheim Benedikt Maria Angehrn, zu dessen Klostergemeine er damals noch gehörte, ließ sich Werkmeister 1790 säkularisieren und bat ohne Erfolg Kaiser Leopold II. um ein Kanonikat in Speyer. Die Abneigung des Herzogs gegen Werkmeister zeigte sich deutlich, als derselbe 1794 seine Entlassung erhielt mit der geringen Pension von 300 fl. Er wollte sich dem Herzog stellen und sich verteidigen, unterließ es aber auf den Rat seiner Freunde. Es fanden sich jedoch Gönner, die seine vorübergehende missliche Lage überwinden halfen.
Ungeachtet seiner Säkularisation, die man damals noch als eine halbe Apostasie betrachtete, bot ihm der Abt in Neresheim einen Zufluchtsort in seinem Kloster. Unter dem Schutze jenes Mannes, umgeben von ihm wohlwollenden Geistlichen, lebte er dort seit dem Mai 1794 ruhig und zufrieden in einer glücklichen Unabhängigkeit. Die frische Bergluft, verbunden mit der Hilfe eines geschickten Arztes, stärkte seine leidende Gesundheit und bald fühlte er sich kräftig genug, die Klosterbibliothek zu benutzen. Seine Neigung zog ihn besonders zu den römischen Dichtern, Rednern und Philosophen, deren Schriften er schon in früher Jugend lieb gewonnen hatte. Im August 1794 konnte er schon wieder predigen. Verschwunden schien jede Anwandlung von Furcht und Zweifel, die ihn früher auf die Kanzel begleitet hatte.
In der Gunst des Abts sank er nicht, ungeachtet der mehrfachen Versuche seiner Gegner, ihn der Häresie zu beschuldigen. Nachdem Werkmeister 1795 noch ein Jahr an der Hofkapelle in Stuttgart gewirkt hatte, verschafften ihm seine Gönner 1796 die Pfarrstelle der Pfarrei St. Magnus in Steinbach, heute Ortsteil von Wernau (Neckar). Die Einkünfte aus dieser Stellung waren sehr dürftig, aber das Landleben hatte sich auf seine Gesundheit positiv ausgewirkt. Während jener Zeit hatte er sich besonders im Gemeindeleben engagiert und ein großes Interesse für die dortigen Schulen und für das Gesundheitswesen bewiesen. Im Zeitgeist der damaligen Aufklärung erwirkte er 1802 die liturgische Abschaffung der bildlichen Darstellungen der Feste Christi Himmelfahrt und Pfingsten. 1804 beseitigte er die üblichen Reiterprozessionen und 1806 das heilige Grab. Aber auch bei den Festen erwirkte er Änderungen.
Erschüttert wurde seine Gesundheit wieder durch die Kriegsdrangsale und besonders durch die Plünderung seines Dorfs und Hauses bei einem Streifzug französischer Truppen. Ein größerer Wirkungskreis eröffnete sich ihm 1807. Er war um diese Zeit, mit Beibehaltung seiner Pfarrstelle, als Geistlicher Rat nach Stuttgart berufen worden. Fortan galt Werkmeisters Interesse besonders der Entwicklung des Schulwesens und er förderte die Ausbildung der dazu notwendigen Lehrer. Er wurde in ein Aufsichtsgremium gewählt, welches sich um die Aufgaben der neu gegründeten katholischen Landesuniversität in Ellwangen zu kümmern hatte, wofür er 1815 die theologische Ehrendoktorwürde von dieser Anstalt erhielt.
Als 1810 die Schulordnung für den katholischen Anteil des Königreichs Württemberg bekannt gemacht war, erhielt Werkmeister den Zivilverdienstorden, nachdem er in demselben Jahr zum Mitglied des damals neu errichteten Zensurkollegiums ernannt wurde. 1816 war er Mitglied der Oberstudiendirektion und erhielt den Charakter eines Kirchenrats. Im nächsten Jahr war er Oberkirchenrat und Ritter der Württembergischen Krone. Unermüdlich tätig zu sein, gönnte ihm seine wieder völlig hergestellte Gesundheit. Sie ließ ihn ein hohes Alter erreichen. Im ungeschwächten Besitz seiner Geisteskräfte und mit ruhiger Ergebung in den Willen Gottes entschlief er im 78. Lebensjahr.

## Wirken
Werkmeister begann seine schriftstellerische Tätigkeit schon 1773 und setzte sie bis 1816 fort. Alle seine Schriften, von denen die meisten anonym erschienen, obwohl seine Urheberschaft bald bekannt wurde, dienten dem Zweck, in der Kirche eine Reform herbeizuführen auf dem Gebiet der Liturgie, der Lehre und der Verfassung. Er vereinigt in sich die verschiedenen Richtungen, in denen die Aufklärung der zweiten Hälfte des 18. Jahrhunderts in der Literatur wie in der Gesetzgebung seit Josef II. und auch seitens vieler Bischöfe sich ihren Weg bahnte. Die Gesinnungsgenossen standen überall miteinander in Verbindung. Werkmeister war befreundet mit dem radikalen Felix Anton Blau, dem er einen warmen Nachruf widmete, worin er ihn als Muster aller katholischen Theologen pries, mit dem Mainzer Professor Anton Joseph Dorsch, er stand Ignaz Heinrich von Wessenberg nah und hatte auch Verbindungen mit Protestanten aufgebaut, so unter anderen mit Gottlieb Jakob Planck.
Der Standpunkt, welchen Werkmeister vertrat, war der römisch-katholischen Kirche widerstrebend. Dies zeigt sich am schärfsten in der Schrift Thomas Freikirch, oder freimüthige Untersuchungen über die Unfehlbarkeit der katholischen Kirche. Von einem kath. Gottesgelehrten, welche die Unfehlbarkeit der Kirche verwarf. Schon früher hatte er auf diesem Standpunkt stehend in seinen Beiträgen zur Verbesserung der kath. Liturgie, die geistliche Gewalt als eine rechtliche geleugnet. In anderen Schriften und Aufsätzen forderte er eine gänzlich moderne Erziehung des Klerus, vertrat die Zulässigkeit der vollen Säkularisierung der Priester, die Lösbarkeit der Ehe nach den Grundsätzen, wie sie bei den Protestanten galten, deren vom Bande geschiedene Ehen er auch nach katholischen Grundsätzen für gelöst hielt. Er trat ein für die Aufhebung des Zölibats und so weiter.
Niemals war seitens seiner vorgesetzten geistlichen Behörden wegen dieser Ansichten gegen ihn vorgegangen worden. Dies und sein tadelloser Lebensstil, seine niemals gegen die geistliche Moral verstoßenden Grundsätze, erklären, dass man ihm in Württemberg eine maßgebende Stellung auf dem kirchlich-politischen Gebiete gab. Großem Einfluss hatte auch sein Entwurf einer neuen Verfassung der deutschen katholischen Kirche im deutschen Staatenbunde. Gedruckt im deutschen Vaterlande. In diesem Werk riet er von einer Regelung der katholischen Kirchenverhältnisse durch ein förmliches Konkordat mit dem Papst ab, er befürwortete lediglich eine Anerkennung der wesentlichen Rechte des Papstes, wie sie der Josephinismus annahm, verlangte die Festsetzung der einzelnen Punkte der Kirchenverfassung durch Staatsgesetz, welches dem Papste zur Annahme vorzulegen sei. Es wurde dieser Entwurf an die Mitglieder der Regierung in Frankfurt zur Regelung der katholischen Kirchensachen tagenden Konferenz 1818 verteilt.
Gemeinsam mit Ignaz von Jaumann (1778–1862) hatte er die Allgemeinen Grundsätze, nach welchen in deutschen Staaten ein Concordat abzuschließen wäre, ausgearbeitet. Diese Arbeit wurde die Grundlage der württembergischen Regierung für eine landesherrliche Verordnung im Jahr 1830, welche in den Staaten der Oberrheinischen Kirchenprovinz die gesetzliche Grundlage für die Verhältnisse von Staat und Kirche bis in die fünfziger beziehungsweise sechziger Jahre blieb. Ebenso hat er einen Einfluss auf weite Kreise des Klerus ausgeübt, nicht nur durch seine Schriften, sondern auch durch die von ihm gegründete Zeitschrift Jahresschrift für Theologie und Kirchenrecht der Katholiken. Solch aktives Wirken hatte natürlich auch Gegner auf den Plan gerufen, die die vielfältigen Publikationsmöglichkeiten jener Zeit nutzten, um gegen ihn vorzugehen.

## Veröffentlichungen
- Positiones ex universa Philosophia.  Dillingen 1772
- Positiones logicae. Dillingen 1773
- Positiones metaphysicae. Freising 1773
- Trauerrede zum Gedächtniß der Durchl. Fürstin Maria Theresia, Reichsfürstin zu Oettingen-Oettingen und Oettingen-Wallerstein. Wallerstein 1776
- Ode auf diesen Trauerfall. Oettingen 1776
- Rede auf den hohen Festtag des heiligen Thomas von Aquino. Dillingen 1777
- Tentamen logicum.  Augsburg 1779
- Tentamen psychologicum.  Freising 1779
- Tentamen philosophicum.  Freising 1779
- Rede, als Herr Pater Reißweg und Herr Pater Heiland ihr Ordensgelübbde feierlich erneuerten. Dillingen 1781
- Unmaßgeblicher Vorschlag zur Reformation des niederen katholischen Clerus, nebst Materialien zur Reformation des höhern. München 1782
- Sittenrede über Matth. 22, 15-22., in Gegenwart Sr. Durchlaucht des Herzogs von Würtemberg gehalten zu Neresheim den 22sten Sonntag nach Pfingsten. 1783, Nördlingen 1784
- Ueber die christliche Toleranz. Ein Buch für Priester und Mönche. Frankfurt und Leipzig (Erlangen) 1784 (Online)
- Trauerrede auf den Hinritt der Durchl. Fürstin Maria Theresia von Oettingen-Wallerstein. 1784
- Gesangbuch, nebst angehängten öffentlichen Gebet, zum Gebrauch der katholischen Hofkapelle in Stuttgart. Stuttgart 1784, 4. Aufl. Ulm 1797
- Sittenrede über Matth. 24, 30. Stuttgart 1784
- Rede über Sprüchworter Salomon 20, 28. Stuttgart 1785
- Gottesverehrungen in der Charwoche, zum Gebrauch der Herzogl. Würtemberigischen Hofcapelle übersetzt. Stuttgart 1786
- Ueber die deutschen Meß- und Abendmahlsanstalten in der katholischen Hofcapelle zu Stuttgart; ein Sendschreiben zur Belehrung der Mainzer Journalisten. Stuttgart 1787
- Ueber den neuen katholischen Catechismus, bei Gelegenheit einer Mainzischen Preisaufgabe. Frankfurt am Main 1789
- Thomas Freikirch, oder freimüthige Untersuchungen über die Unfehlbarkeit der katholischen Kirche, von einem katholischen Gottesgelehrten. 1. Bd. Frankfurt am Main (Göttingen) 1792
- Theologisches Gutachten über die Frage: Kann ein in den höheren Weihungen stehender Geistlicher, z. B. ein Priester, seines geistlichenStandes entlassen, und wieder unter die Laien versetzt werden? Zur Beherzigung für deutsche Fürsten und Bischöfe. Frankfurt am Main 1800
- An die unbescheidenen Verehrer der Heiligen, besonderst Maria, eine Belehrung nach der ächt katholischen Glaubenslehre. Hadamar 1801
- Neues Gebetbuch für aufgeklärte katholische Christen, mit Genehmigung des Hochwürdigsten Vicariats zu Bruchsal. Mit einer Vorrede herausgegeben von Ph. Joss. Brunner. Heilbronn 1801, 11. Auflage. Heilbronn 1818
- Vertheidigung des von Herrn Pfarrer Brunner herausgegebenen neuen Gebetbuches für aufgeklärte katholische Christen. Frankfurt und Leipzig 1801
- Sendschreiben eines deutschen Pfarrers an die nach Frankreich zurückkehrenden ungeschwornen Geistlichen, worin sie dringend ermahnt werden, ihre Gemeinen vernünftiger, als bisher, zu behandeln, mit den geschwornen Geistlichen Eintracht zu pflegen und sich dem Staate rechtlich zu unterwerfen; nebst einer freimüthigen Prüfung der vorgeblichen Schisma's und der hierüber erlassenen Breven Pius VI. Germanien (Hadamar) 1802
- Journal für katholische Theologie. Von einer Gesellschaft katholischer Theologen, 1sten Bandes 1stes bis 3tes Heft. Hadamar 1802–1803
- Vorschlag, wie in der deutschen katholischen Kirche die Priestnehe allmälig eingeführt werden konnte; nebst Materialien zu einem künftigen deutschen Concordate. Ulm 1803
- Beweis, daß die bei den Protestanten üblichen Ehescheidungen vom Bande auch nach katholischen Grundsätzen gültig sind, und daß diese Eheschcidungen vom Bande auch bei den Katholiken in wichtigen Fällen eingeführt werden könnten und sollten. Karlsruhe 1804, 2. Auflage. Karlsruhe 1810
- Entwurf einer guten Dorfschule, von einem katholischen Pfarrer in Schwaben. Rothenburg 1804
- Bemerkungen über Herrn Jäger's Untersuchung: Ob die Ehescheidung nach Lehre der Schrift und der Kirche ältester Geschichte erlaubt sei, oder nicht? Von dem Verfasser des Beweises, daß die bei den Protestanten üblichen Ehescheidungen vom Bande auch nach katholischen Grundsätzen gültig sind u. s. w. Würzburg und Bamberg 1805, (Online)
- Neue Untersuchungen über die Ehescheidung vom Bande nach katholischen Grundsätzen, worin Herrn Jäger's Antwort auf die Bemerkungen, und Herrn Professor Kübel's Einwürfe auf den Beweis u. s. w, widerlegt sind. Bamberg 1806
- Jahresschrift für Theologie und Kirchenrecht der Katholiken. Herausgegeben von einem katholischen Theologen. Ulm 1806–1820. 5 Bde. (jeder bildete drei Hefte)
- Gesangbuch, bei den Gottesverehrungen der katholischen Kirche zu gebrauchen. Tübingen 1807, 2te Auflage. Tübingen 1809, 3. Aufl. Tübingen 1820
- Vier Hefte Melodien zu dem obigen Gesangbuche. Tübingen 1808
- Schreiben an einen guten Freund über den Herrn Canonikus Fabricius zu Bruchsal, nebst einer kurzen Abfertigung seines Buches: Ueber Gebet, Gebetbücher, und die Nothwendigteit einer geschärften Staats - und Kirchenpolizey. in Hinsicht ascetischer und anderer auf die religiöse und sittliche Bildung des Volks Einfluß habender Schriften. Frankfurt und Leipzig 1808
- Zwei theologische Gutachten: 1) über die Nichtigkeit der unfreiwilligen Klosterprofession. 2) Ueber den Eid der Bischöfe an den Papst und über das Glaubensbekenntniß. Von einem katholischen Theologen. (Augsburg) 1808
- Kalender für die katholischen Einwohner Würtembergs auf d. J. 1809-1811. 3 Jge.
- Ueber das Eigenthümliche der Pestalozzi'schen Methode; den in Heilbronn anwesenden Geistlichen protestantischer und katholischer Confession gewidmet. Tübingen 1809
- Deutsches Ritual für katholische Seelsorger. Freiburg und Konstanz 1811
- Predigten, in den J. 1784–1791 in Stuttgart und Hohenheim gehalten. Ulm l8l2–1815. 3 Bde.
- Ueber die Furcht einiger Protestanten vor dem Papste und den Jesuiten. Ein Wort zur Beherzigung, besonders für protestantische Fürsten und Regierungen. Deutschland (Karlsruhe) 1816
- Entwurf einer neuen Verfassung der deutschen katholischen Kirche in dem deutschen Staatenbunde. Gedruckt im deutschen Vaterlande. (Karlsruhe) 1816
- Sendschreiben an Herrn Ritter v. Lang über eine merkwürdige Rezension in der Felder'schen Literaturzeitung gegen seine Schrift: P. Marcelli Amores. Kempten 1816. Ä.
- Ueber die Aufhebung des Cölibats. Ulm 1818 (Gemeinschaftlich mit J. Salat.) (Digitalisat)
- Sammlung einiger kleinen Aufsätze katholischer und protestantischer Schriftsteller über Bibelgesellschaften. Bibellesen und biblische Prediger. Mit einem Vorworte und vielen Anmerkungen herausgegeben von einem katholischen Theologen. Rotweil 1823
- Aloys Henhöfer's religiöse Schwärmerei und Schicksale. Gmünd 1823